# Suiza en los Juegos Paralímpicos de Pekín 2008
Suiza estuvo representada en los Juegos Paralímpicos de Pekín 2008 por un total de 26 deportistas, 18 hombres y ocho mujeres.

## Medallistas
El equipo paralímpico suizo obtuvo las siguientes medallas:
| Nombre          | Deporte          | Evento                                       |
| --------------- | ---------------- | -------------------------------------------- |
| Oro             |                  |                                              |
| Edith Hunkeler  | Atletismo        | Maratón T54 femenino                         |
| Heinz Frei      | Ciclismo en ruta | Ruta HC B masculino                          |
| Heinz Frei      | Ciclismo en ruta | Contrarreloj HC B masculino                  |
| Plata           |                  |                                              |
| Beat Bösch      | Atletismo        | 100 m T52 femenino                           |
| Beat Bösch      | Atletismo        | 200 m T52 femenino                           |
| Bronce          |                  |                                              |
| Pia Schmid      | Atletismo        | 200 m T52 femenino                           |
| Manuela Schär   | Atletismo        | 200 m T54 femenino                           |
| Edith Hunkeler  | Atletismo        | 1500 m T54 femenino                          |
| Sandra Graf     | Atletismo        | Maratón T54 femenino                         |
| Urs Kolly       | Atletismo        | Pentatlón P44 masculino                      |
| Philippe Horner | Tiro con arco    | Compuesto individual clase abierta masculino |